# Atheta novaescotiae
Atheta novaescotiae es una especie de escarabajo del género Atheta, familia Staphylinidae. Fue descrita científicamente por Klimaszewski & Majka en 2006.
Habita en Canadá.